# Tillandsia nervibractea
Tillandsia nervibractea là một loài thực vật có hoa trong họ Bromeliaceae. Loài này được Gilmartin & H.E.Luther miêu tả khoa học đầu tiên năm 1990.